# Юзефув (гміна Водзеради)
Юзефув (пол. Józefów) — село в Польщі, у гміні Водзеради Ласького повіту Лодзинського воєводства.
Населення — 101 особа (2011).
У 1975-1998 роках село належало до Серадзького воєводства.

## Демографія
Демографічна структура станом на 31 березня 2011 року:
|          | Загалом | Допрацездатний вік | Працездатний вік | Постпрацездатний вік |
| -------- | ------- | ------------------ | ---------------- | -------------------- |
| Чоловіки | 52      | 6                  | 40               | 6                    |
| Жінки    | 49      | 6                  | 32               | 11                   |
| Разом    | 101     | 12                 | 72               | 17                   |